# Centistes muravievi
Centistes muravievi är en stekelart som beskrevs av Sergey A. Belokobylskij 1996. Centistes muravievi ingår i släktet Centistes och familjen bracksteklar. Inga underarter finns listade.